# 城门街道
城门街道，是中华人民共和国江西省九江市柴桑区下辖的一个街道办事处。

## 历史沿革
1968年，称城门公社。1984年5月，改城门乡。2019年，城门乡撤销，设立城门街道。

## 行政区划
城门街道下辖以下地区：
红心村、金桥村、金兰村、白畈村、白合村、石桥村、兴联村和联盟村。